# Женская сборная Канады по волейболу
Женская национальная сборная Канады по волейболу (англ. Canada women's national volleyball team, фр. Équipe du Canada de volley-ball féminin) — представляет Канаду на международных волейбольных соревнованиях. Управляющей организацией выступает федерация Volleyball Canada.

## История
Волейбол появился в Канаде в 1900 году, благодаря популяризаторской деятельности Ассоциации молодых христиан (YMCA). Канада была первой страной, в которую из США была перенесена новая игра. В 1953 году была организована Канадская ассоциация волейбола (ныне Volleyball Canada). В 1959 она стала членом ФИВБ.
Впервые на официальном уровне национальная женская сборная Канады была сформирована только в 1967 году для участия в Панамериканских играх, прошедших в канадском Виннипеге. На этом турнире хозяйки Игр выступили неудачно, «всухую» проиграв все свои сыгранные 5 матчей.
Первые медали на международной арене канадские волейболистки смогли выиграть в 1973 году на чемпионате NORCECA. В полуфинале соревнований канадки обыграли сборную США 3:1, но в финале в трёх партиях уступили команде Кубы, став в итоге серебряными призёрами турнира.
В дальнейшем сборная Канады регулярно принимала участие в крупнейших международных соревнованиях, но все её медальные достижения связаны только с турнирами на американском континенте. 10 раз канадские волейболистки были призёрами североамериканских первенств, хотя последний раз подняться на пьедестал почёта этих турниров им удалось лишь в 1999 году. Если в 1980-е—1990-е годы в континентальном рейтинге канадок опережали только сборные Кубы и США, то с началом XXI века из тройки лучших сборную Канады вытеснили также национальные команды Доминиканской Республики и Пуэрто-Рико.
Негативным образом на результатах национальной команды Канады сказывается факт отсутствия в стране профессиональной волейбольной лиги. Чемпионат Канады в последние годы проводится нерегулярно и участвуют в нём любительские команды, представляющие региональные ассоциации волейбола. Всё это приводит к тому, что лучшие канадские волейболистки выезжают для развития своей игровой карьеры в зарубежные клубы и далеко не всегда удаётся привлечь всех сильнейших для выступления за сборную страны.

## Результаты выступлений и составы

### Олимпийские игры
| - 1964 — не участвовала - 1968 — не участвовала - 1972 — не квалифицировалась - 1976 — 8-е место - 1980 — не квалифицировалась - 1984 — 8-е место - 1988 — не квалифицировалась - 1992 — не квалифицировалась | - 1996 — 9—10-е место - 2000 — не квалифицировалась - 2004 — не квалифицировалась - 2008 — не квалифицировалась - 2012 — не квалифицировалась - 2016 — не квалифицировалась - 2020 — не квалифицировалась - 2024 — не квалифицировалась |

- 1976: Одри Вандервельден, Барбара Далтон, Бетти Бакстер, Кэрол Бишоп, Клэр Ллойд, Конни Лебрюн, Дебби Хипс, Кэти Джирвэн, Мэри Дэмпстер, Пэтти Олсон, Регина Армонас.
- 1984: Одри Вандервельден, Барбара Брун-Уэлетт, Каролин Кот, Дайана Ратник, Жози Лебель, Джойс Гамборг, Карен Фрэзер, Лиз Мартен, Моника Хичкок, Рашель Беливо, Сюзи Смит, Трэси Миллс.
- 1996: Дайана Ратник, Жози Корбэль, Катрина фон Сасс, Бригитте Суси, Эрминия Руссо, Мишель Савацки, Дженис Келли, Лори-Энн Мундт, Кэти Ту, Ванда Дженетт, Кристин Старк, Керри-Энн Бакбергер.

### Чемпионаты мира
| - 1952 — не участвовала - 1956 — не участвовала - 1960 — не участвовала - 1962 — не участвовала - 1967 — не участвовала - 1970 — не квалифицировалась - 1974 — 11-е место - 1978 — 14-е место - 1982 — 11-е место - 1986 — 15-е место | - 1990 — 14-е место - 1994 — не квалифицировалась - 1998 — не квалифицировалась - 2002 — 17—20-е место - 2006 — не квалифицировалась - 2010 — 21—24-е место - 2014 — 17—20-е место - 2018 — 17—20-е место - 2022 — 10-е место - 2025 — |

- 1982: Андреа Уильмс, Дороти Швайгер, Трэси Миллс, Джойс Сеник, Майлен Камю, Карен Фрэзер, Дороти Кастелич, Каролин Кот, Джуди Сепеши, Карин Массен, Жиль Фуньер, Элис Вандервельден.
- 2002: Эми Николь Татт, Криста Ли Кинсмэн, Анн-Мари Лемё, Барбара Беллини, Ким Экснер, Мирослава Прибылова, Джоан Росс, Дженнифер Рох, Рэй-Энн Митчелл, Мелисса Рэймонд, Анни Левеск, Джэнис Келли. Тренер — Лорн Савула.
- 2010: Джули Янг, Жани Гимон, Тамми Махон, Тиффани Доддс, Тоня Мокелки, Карла Брэдсток, Сара Павэн, Мариса Филд, Надин Альфонс, Шерлин Холнесс, Дженнифер Хинце, Бритни Пэйдж, Кайла Ричи, Лорен O’Рейли. Тренер — Арнд Людвиг.
- 2014: Жани Гимон, Лайза Барклэй, Бритни Пэйдж, Кайла Ричи, Джейми Тибо, Табита Лав, Мариса Филд, Теса Эндрю-Василик, Люсиль Чарук, Ребекка Павэн, Меган Кир, Шанис Марсель, Дженнифер Лундквист, Дана Крэнстон. Тренер — Арнд Людвиг.
- 2018: Джессика Найлз, Отамн Бэйли, Кайла Ричи, Даниэль Смит, Брианна Бимиш, Алисия Огомс, Алекса-Ли Грэй, Анна Феорс, Дженнифер Кросс, Шайна Джозеф, Мари-Алекс Беланже, Меган Кир, Эмили Маглио, Кьера ван Райк. Тренер — Марчелло Аббонданца.
- 2022: Кьера ван Райк, Вики Савар, Джулия Мёрман, Джазмин Уайт, Алисия Огомс, Алекса Грэй, Андреа Митрович, Дженнифер Кросс, Брай Кинг, Хилари Хоу, Кэролайн Ливингстон, Ким Робитайл, Эмили Маглио, Ариэль Палермо. Тренер — Шэннон Уинзер.

### Кубок мира
| - 1973 — 7-е место - 1977 — не квалифицировалась - 1981 — не квалифицировалась - 1985 — 8-е место - 1989 — не квалифицировалась - 1991 — 10-е место - 1995 — 9-е место | - 1999 — не квалифицировалась - 2003 — не квалифицировалась - 2007 — не квалифицировалась - 2011 — не квалифицировалась - 2015 — не квалифицировалась - 2019 — не участвовала |

- 1995: Дайана Ратник, Жози Корбэль, Катрина фон Сасс, Бригитте Суси, Эрминия Руссо, Мишель Савацки, Дженис Келли, Лори-Энн Мундт, Тара Макинтайр, Кэти Ту, Ванда Дженетт, Кристин Тувс. Главный тренер — Майкл Бёрчак.

### Гран-при
- 2003 — 11—12-е место
- 2014 — 19-е место (7-е во 2-м дивизионе)
- 2015 — 18-е место (6-е во 2-м дивизионе)
- 2016 — 19-е место (7-е во 2-м дивизионе)
- 2017 — 20-е место (8-е во 2-м дивизионе)

В Гран-при 1993—2002 сборная Канады участия не принимала, а в 2004—2013 в розыгрыши турнира не квалифицировалась.
- 2003: Стефани Уэлер, Эми Татт, Тамми Махон, Лайза Рейнольд, Анн-Мари Лемё, Барбара Беллини, Джэнис Келли, Лиз Верхуфф, Сара Павэн, Мелисса Рэймонд, Анни Левеск, Джина Шмидт. Тренер — Лорн Савула.
- 2014: Жани Гимон, Лайза Барклэй, Бритни Пэйдж, Кайла Ричи, Мари-Пьер Маррей-Мето, Джейми Тибо, Табита Лав, Мариса Филд, Теса Эндрю-Василик, Люсиль Чарук, Ребекка Павэн, Меган Кир, Шанис Марсель, Дженнифер Лундквист, Дана Крэнстон. Тренер — Арнд Людвиг.
- 2015: Жани Гимон, Лайза Барклэй, Бритни Пэйдж, Кайла Ричи, Джейми Тибо, Табита Лав, Мариса Филд, Теса Эндрю-Василик, Дженнифер Кросс, Люсиль Чарук, Бриттани Хабинг, Шанис Марсель, Дженнифер Лундквист, Дана Крэнстон. Тренер — Арнд Людвиг.
- 2016: Джессика Найлз, Даниэль Брисбуа, Мари-Софи Надо, Микаэла Ризор, Даниэль Смит, Мариса Филд, Дженнифер Кросс, Люсиль Чарук, Элизабет Уэнделл, Шайна Джозеф, Кристен Монкс, Мари-Алекс Беланже, Алисия Перрен, Меган Кир. Тренер — Арнд Людвиг.
- 2017: Даниэль Брисбуа, Кайла Ричи, Даниэль Смит, Брианна Бимиш, Алисия Огомс, Алекса-Ри Грей, Дженнифер Кросс, Люсиль Чарук, Элизабет Уэнделл, Сара Чейз, Шайна Джозеф, Кристен Монкс, Мари-Алекс Беланже, Алисия Перрен, Кортни Бейкер, Меган Кир, Микаэла Ризор. Тренер — Марчелло Аббонданца.

### Лига наций
- 2021 — 14-е место
- 2022 — 12-е место
- 2023 — 10-е место
- 2024 — 10-е место
- 2025 — 16-е место

### Кубок претендентов ФИВБ
- 2018 — не квалифицировалась
- 2019 —  1-е место

- 2019: Джессика Найлз, Отамн Бэйли, Кьера ван Райк, Кайла Ричи, Даниэль Смит, Алисия Огомс, Алекса-Ли Грэй, Андреа Митрович, Дженнифер Кросс, Шайна Джозеф, Кристен Монкс, Алисия Перрен, Меган Кир, Эмили Маглио. Тренер — Томас Блэк.

### Чемпионат NORCECA по волейболу
| - 1969 — 4-е место - 1971 — не участвовала - 1973 — 2-е место - 1975 — 4-е место - 1977 — 3-е место - 1979 — 4-е место - 1981 — 4-е место - 1983 — 3-е место - 1985 — 3-е место - 1987 — 3-е место - 1989 — 2-е место - 1991 — 3-е место - 1993 — 3-е место - 1995 — 3-е место | - 1997 — 4-е место - 1999 — 3-е место - 2001 — не участвовала - 2003 — 4-е место - 2005 — 5-е место - 2007 — 4-е место - 2009 — 5-е место - 2011 — 6-е место - 2013 — 4-е место - 2015 — 4-е место - 2019 — 3-е место - 2021 — 3-е место - 2023 — 3-е место |

- 1999: Ким Экснер, Клод Лессар, Бригитте Суси, Анн-Мари Лемё, Барбара Беллини, Рэй-Энн Митчелл, Дженис Келли, Джоан Росс, Дженни Рох, Нэнси Парадис, Ванда Дженетт, Луиз Влок.
- 2011: Джули Янг, Тамми Махон, Клэр Ханна, Карла Брэдсток, Сара Павэн, Мариса Филд, Шерлин Холнесс, Элизабет Кордоньер, Дженнифер Хинце, Бритни Пэйдж, Кайла Ричи, Лорен O’Рейли. Тренер — Арнд Людвиг.
- 2013: Жани Гимон, Лайза Барклэй, Бритни Пэйдж, Келси Френч, Мари-Пьер Маррей-Мето, Джэми Тибо, Табита Лав, Мариса Филд, Шанис Марсель, Дженнифер Лундквист, Дана Крэнстон, Люси Чарук. Тренер — Арнд Людвиг.
- 2015: Жани Гимон, Бритни Пэйдж, Кайла Ричи, Даниэль Смит, Джейми Тибо, Табита Лав, Мариса Филд, Дженнифер Кросс, Люсиль Чарук, Ребекка Павэн, Кристен Монкс, Шанис Марсель, Дана Крэнстон, Меган Кир. Тренер — Арнд Людвиг.
- 2019: Джессика Найлз, Кьера ван Райк, Кайла Ричи, Даниэль Смит, Алисия Огомс, Алекса-Ли Грэй, Дженнифер Кросс, Брай О’Рейлли-Кинг, Хилари Хоу, Шайна Джозеф, Кристен Монкс, Мари-Алекс Беланже, Алисия Перрен, Эмили Маглио. Тренер — Бенджамин Джозефсон.
- 2021: Кассандра Баджен, Кьера ван Райк, Вики Савар, Джулия Мёрман, Джазмин Уайт, Лейн ван Бускирк, Алисия Огомс, Андреа Митрович, Дженнифер Кросс, Брай Кинг, Хилари Хоу, Кэролайн Ливингстон, Ким Робитайл, Наташа Кэлкинс. Тренер — Шэннон Уинзер.
- 2023: Кьера ван Райк, Вики Савар, Джулия Мёрман, Джасмин Уайт, Лэйн ван Бускирк, Алисия Огомс, Алекса Грэй, Андреа Митрович, Брай Кинг, Хилари Джонсон (Хоу), Шайна Джозеф, Кейси Джост, Эмили Маглио, Куинн Пелланд. Тренер — Шэннон Уинзер.

### Панамериканские игры
| - 1955 — не участвовала - 1959 — не участвовала - 1963 — не участвовала - 1967 — 6-е место - 1971 — 5-е место - 1975 — 4-е место - 1979 — 7-е место - 1983 — 5-е место - 1987 — 5-е место | - 1991 — 4-е место - 1995 — 3-е место - 1999 — 5-е место - 2003 — не участвовала - 2007 — не участвовала - 2011 — 7-е место - 2015 — 8-е место - 2019 — 8-е место |

- 1967: Кэрол Эндрюс, Моррин Эшли, Маргарет Харви, Элен Хант, Валери Хант, Луиз Кеннеди, Марджори Шед, Джастин Уильмс, …
- 1995: Лайза Качковски, Кристин Тувс, Керри Бакбергер, Тара Макинтайр, Дженни Рох, Ванда Дженетт, Жози Корбэль, Фелисити Калли, Дженис Келли, Бригитте Суси, Мишель Савацки, Лори-Энн Мундт. Главный тренер — Майкл Бёрчак.
- 2011: Трисия Майба, Джули Янг, Тамми Махон, Клэр Ханна, Тоня Мокелки, Карла Брэдсток, Шерлин Холнесс, Элизабет Кордоньер, Колетт Микк, Дженнифер Хинце, Бритни Пэйдж, Лорен O’Рейли. Тренер — Арнд Людвиг.
- 2015: Жани Гимон, Бритни Пэйдж, Кайла Ричи, Даниэль Смит, Джейми Тибо, Табита Лав, Дженнифер Кросс, Люсиль Чарук, Ребекка Павэн, Шанис Марсель, Дженнифер Лундквист, Дана Крэнстон. Тренер — Арнд Людвиг.

### Панамериканский Кубок
| - 2002 — 3-е место - 2003 — 6-е место - 2004 — 5-е место - 2005 — 6-е место - 2006 — 7-е место - 2007 — 9-е место - 2008 — 8-е место - 2009 — 7-е место - 2010 — 7-е место - 2011 — 7-е место - 2012 — 7-е место | - 2013 — 7-е место - 2014 — 6-е место - 2015 — 5-е место - 2016 — 6-е место - 2017 — 6-е место - 2018 — 3-е место - 2019 — 6-е место - 2021 — 4-е место - 2022 — 9-е место - 2023 — 8-е место - 2024 — 7-е место |

- 2018: Джессика Найлз, Отамн Бэйли, Даниэль Смит, Брианна Бимиш, Алисия Огомс, Алекса-Ли Грэй, Дженнифер Кросс, Сара Чейз, Шайна Джозеф, Кристен Монкс, Алисия Перрен, Меган Кир, Эмили Маглио, Кьера ван Райк. Тренер — Марчелло Аббонданца.

### Кубок чемпионов NORCECA
- 2015 — 4-е место
- 2019 —  3-е место

### Кубок «Финал шести» NORCECA
- 2021 — 4-е место
- 2022 — 5-е место
- 2023 — 5-е место
- 2024 — 5-е место

## Состав
Сборная Канады в розыгрыше Лиги наций 2024.
| №  | Имя, фамилия        | Год рождения | Рост | Амплуа      | Клуб                                         |
| -- | ------------------- | ------------ | ---- | ----------- | -------------------------------------------- |
| 3  | Кьера ван Райк      | 1999         | 188  | нападающая  | «Вакыфбанк» Стамбул                          |
| 4  | Вики Савар          | 1993         | 186  | нападающая  | «Омаха» — LOVB                               |
| 5  | Джулия Мёрман       | 2002         | 181  | либеро      | Торонтский университет                       |
| 6  | Джасмин Уайт        | 1993         | 186  | центральная | «Леваллуа Пари Сен-Клу» Леваллуа-Перре/Париж |
| 7  | Лэйн ван Бускирк    | 1998         | 191  | центральная | «Вегас Трилл» Лас-Вегас                      |
| 8  | Алисия Огомс        | 1994         | 194  | центральная | «Тирас» Тира                                 |
| 9  | Алекса-Ли Грей      | 1994         | 185  | нападающая  | «Эджзаджибаши» Стамбул                       |
| 10 | Кортни Бейкер       | 1997         | 180  | связующая   | «Расинг Клуб де Канн» Канны                  |
| 11 | Андреа Митрович     | 1999         | 187  | нападающая  | «Шэньчжэнь Чжунсай»                          |
| 13 | Брай О’Рейли (Кинг) | 1998         | 183  | связующая   | «СеСК-РЖ-Фламенго» Рио-де-Жанейро            |
| 14 | Хилари Джонсон      | 1998         | 185  | нападающая  | «Айдын»                                      |
| 15 | Шайна Джозеф        | 1995         | 185  | нападающая  | «Атланта Вайб»                               |
| 17 | Кэйси Джост         | 2000         | 173  | либеро      | «Ледис ин Блэк» Ахен                         |
| 19 | Эмили Маглио        | 1996         | 189  | нападающая  | «Бешикташ» Стамбул                           |

- Главный тренер — Шэннон Уинзер.
- Тренер —  Винченцо Маллиа.

## Фотогалерея

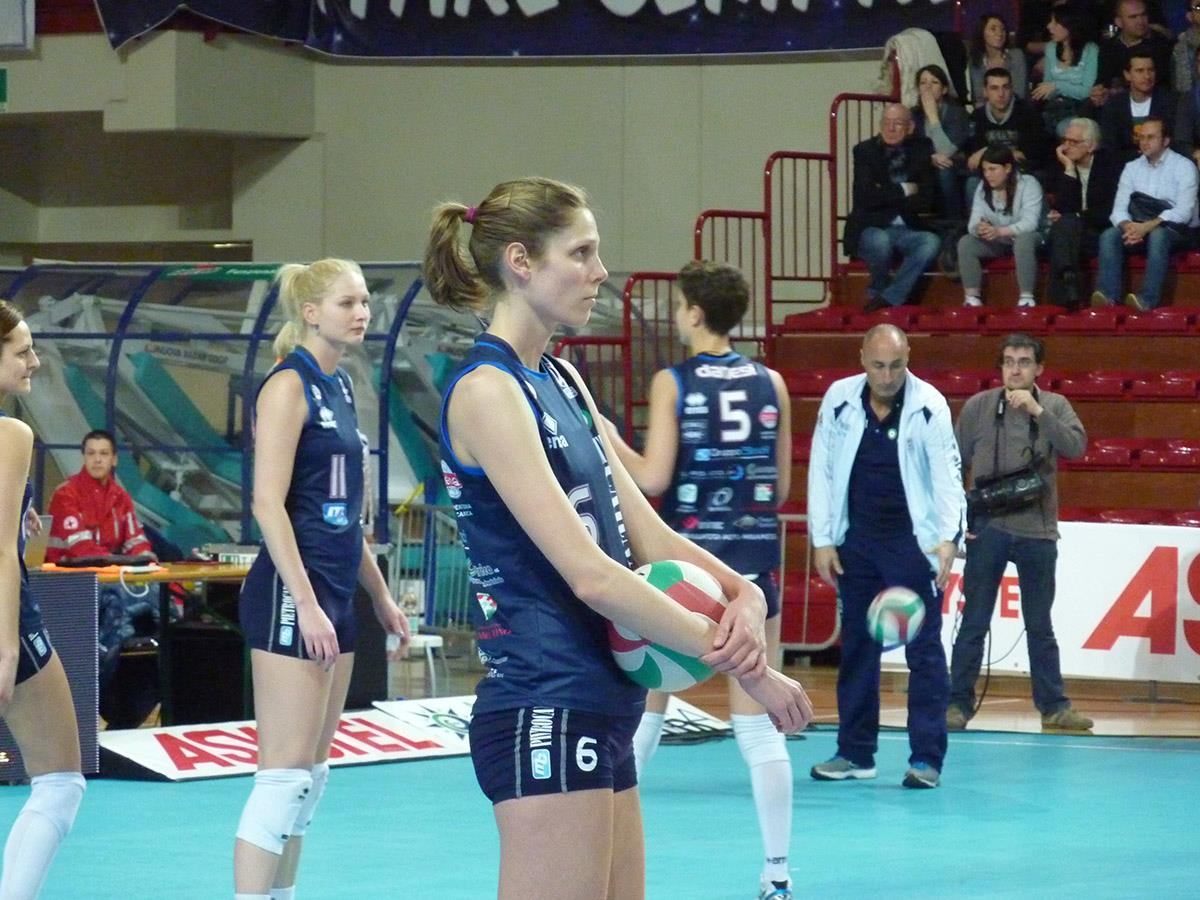
Сара Павэн
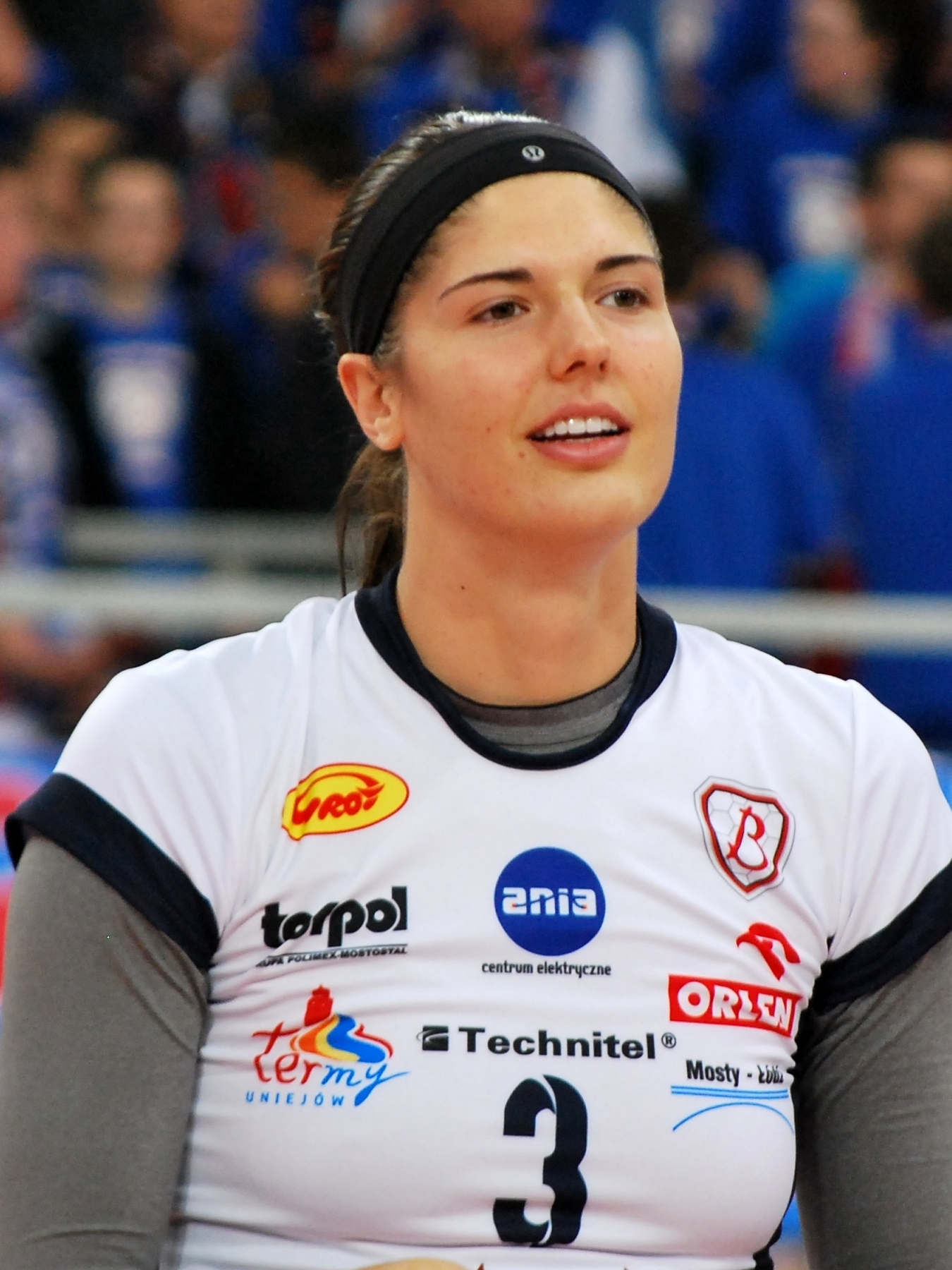
Табита Лав
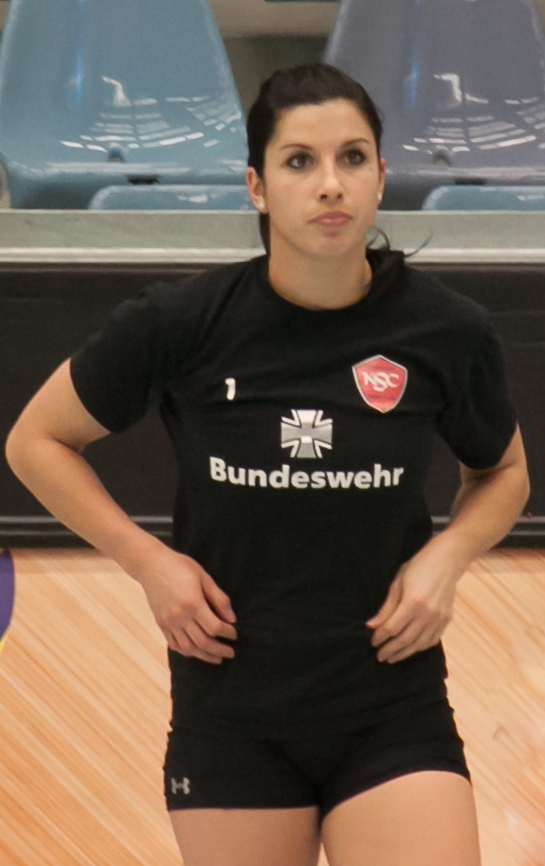
Жани Гимон
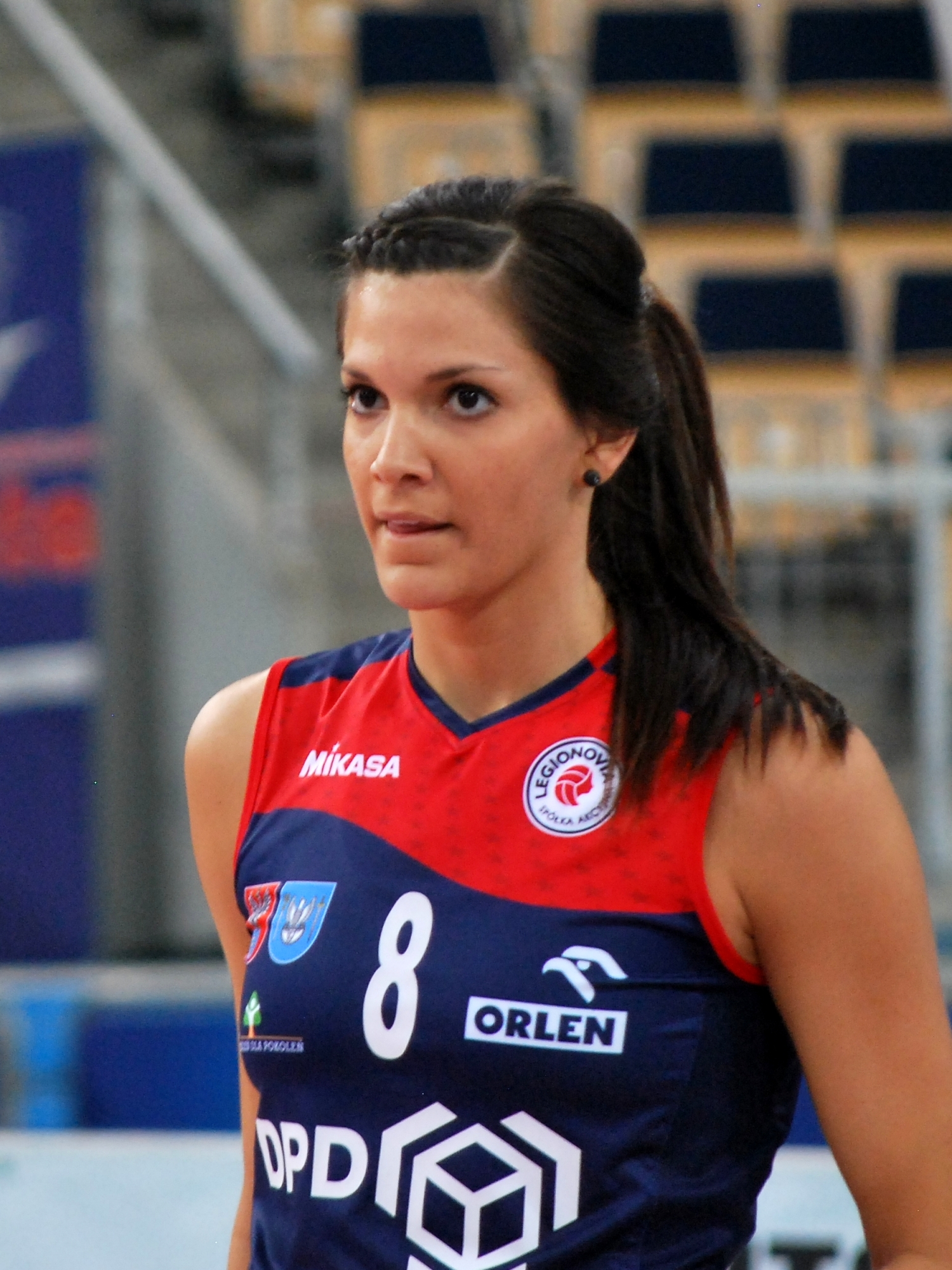
Джейми Тибо